# Surfin' USA (singolo)
Surfin' U.S.A. è una canzone del gruppo statunitense The Beach Boys, con il testo di Brian Wilson, inserito come prima traccia nell'omonimo album. Secondo diverse fonti, fu il brano più venduto negli Stati Uniti nel 1963.
Viene ripresa dalla canzone Sweet Little Sixteen di Chuck Berry, che proprio per questo ha un merito esclusivo nella composizione della canzone.

## Il brano

### Composizione
Dopo una causa legale, il merito per il testo fu riconosciuto esclusivamente a Chuck Berry, dato che Surfin' USA è molto simile alla canzone Sweet Little Sixteen dal punto di vista della musica, del ritmo e del testo, e ancora oggi Berry ne possiede tutti i diritti.
Tuttavia Brian Wilson, avendola scritta egli stesso, dichiara che la canzone fu solamente influenzata da Berry e non copiata pari pari.

### Pubblicazione
Surfin' USA, una volta pubblicata con il suo lato B Shut Down grazie alla Capitol Records, raggiunse la terza posizione sulla classifica pop Billboard, la prima canzone del gruppo a raggiungere i primi dieci posti.

## Classifiche
| Classifica (1963)      | Pos. Clas. |
| ---------------------- | ---------- |
| U.S. Billboard Hot 100 | 3          |
| Australia              | 9          |
| Canada                 | 6          |
| Svezia                 | 8          |
| UK Singles Chart       | 34         |

## Formazione
- Frank DeVito - batteria
- Mike Love - voce principale
- David Marks - chitarra, voce
- Brian Wilson - basso elettrico, organo, voce
- Carl Wilson - chitarra, voce
- Dennis Wilson - voce, batteria

## Cover
- Papa Doo Run Run realizzò una cover sul suo album California Project del 1985.
- I The Jesus and Mary Chain registrarono una versione del brano sull'album Barbed Wire Kisses del 1988.
- Il gruppo power metal tedesco Blind Guardian pubblicò una versione della canzone sull'album The Forgotten Tales nel 1996.
- I Melt Banana realizzarono una cover del brano sull'album 13,000 Miles At Light Velocity.
- Altre cover furono pubblicate da Aaron Carter nel 1998 e da John B. & The Surfin´ Safaris nel 2002.